# مقبره دو ستونی
مقبره دو ستونی ( کره‌ای: 쌍기둥무덤  ) یک مقبره دو اتاقه است که قدمت آن به دوره گوگوریو برمی‌گردد. این شهر در نامپو ، کره شمالی واقع شده است. این بنا به دلیل نقاشی روی دیوار شمالی تالار پشتی، به عنوان گنجینه ملی کره شمالی ثبت شده است.  این مقبره توسط ژاپنی‌ها در طول اشغال شبه جزیره کره کشف شد. 
در دادگاه بین‌المللی جنایات جنگی کره در ژوئن ۲۰۰۱، جمهوری دموکراتیک خلق کره ادعا کرد که نیروهای آمریکایی از این مقبره «برای حبس و شکنجه شهروندان بی‌گناه ما استفاده کرده‌اند، که در طی آن نقاشی‌های دیواری بی‌رحمانه تخریب شده‌اند». 
1. ↑  Investigation Committee, National Front for Democratic Unification (June 2001). "2. Report from the Democratic People's Republic of Korea on U.S. War Crimes During the Korean War. IV. Plunder of Cultural Treasures and the People's Property". iacenter.org. International Action Center. Archived from the original on January 3, 2015. Retrieved January 2, 2015.